# ثواجة
ثَوَّاجَة جنس من النباتات المزهرة في فصيلة الربيعية، موطنها جزيرة هِسْبَنْيُلَة الكاريبية. جميع أنواها شائعة الاستعمال التزيني. سوقها فرعاء أوراقها متعاقبة. نصالها سنانية جامدة جميلة الخضار الزاهي. أزهارها كبيرة فيها الأحمر والأزرق والأبيض. تنويرها يستمر من أوائل الصيف إلى أوساط الخريف.